# Divan ad hoc
Col termine di Divan ad hoc  si intende indicare le due assemblee consultive e legislative (divan) dei Principati danubiani (Moldavia e Valacchia), vassalli dell'Impero ottomano.
I due divan vennero stabiliti dalle Grandi Potenze sotto gli auspici del trattato di Parigi del 1856. La guerra di Crimea aveva infatti privato i due stati dell'influenza dell'Impero russo ed aveva reso nullo il regime moldo-valacchiano del Regulamentul Organic. Ufficialmente le due assemblee erano provvisorie alle tradizionali Sfaturi (o Divanuri).
Le elezioni dei due divan' videro lo scontro di due movimenti locali: il Partito Nazionale che supportava l'unificazione di Moldavia e Valacchia col nome unico di "Romania", ed il partito anti-unionista che intendeva mantenere lo status quo. Ai risultati del 1859 il Partito Nazionale emerse come vincitore ed il suo candidato Alexandru Ioan Cuza venne incoronato Domnitor di entrambi i principati. Si formarono dunque i Principati Uniti che furono l'embrione della moderna Romania.